# Alanna Goldie
Alanna Goldie (17 aprile 1994) è una schermitrice canadese.

## Palmarès
In carriera ha conseguito i seguenti risultati:
- Giochi Panamericani:

Guadalajara 2011: argento nel fioretto a squadre.